# DM i landevejscykling 2012
Danmarksmesterskaberne i landevejscykling 2012 blev afholdt fra 21. – 24. juni 2012, i Hammel, Østjylland.

## Medaljeoversigt
| Event           | Guld                  | Sølv                  | Bronze               |
| --------------- | --------------------- | --------------------- | -------------------- |
| Herrer - Elite  |                       |                       |                      |
| Enkeltstart     | Jakob Fuglsang        | André Steensen        | Michael Mørkøv       |
| Linjeløb        | Sebastian Lander      | Nicki Sørensen        | André Steensen       |
| Herrer - U23    |                       |                       |                      |
| Enkeltstart     | Rasmus Quaade         | Rasmus Sterobo        | Lasse Norman Hansen  |
| Linjeløb        | Sebastian Lander      | Magnus Cort           | Rasmus Sterobo       |
| Herrer - Junior |                       |                       |                      |
| Enkeltstart     | Mathias Krigbaum      | Mads Würtz Schmidt    | Niklas Eg            |
| Linjeløb        | Frederik Plesner      | Søren Kragh Andersen  | Casper Pedersen      |
| Damer - Elite   |                       |                       |                      |
| Enkeltstart     | Cathrine Grage        | Michelle Lauge Quaade | Julie Leth           |
| Linjeløb        | Cathrine Grage        | Iben Bohé             | Julie Leth           |
| Damer - Junior  |                       |                       |                      |
| Enkeltstart     | Cecilie Uttrup Ludwig | Louise Marie Olsen    | Amalie Winther Olsen |

## Resultater

### Herre Elite Enkeltstart (39 km)[1]
|    | Rytter                          | Hold                            | Tid      |
| -- | ------------------------------- | ------------------------------- | -------- |
| 1  | Jakob Fuglsang (DAN)            | Team RadioShack                 | 00:48.17 |
| 2  | André Steensen (DAN)            | Glud & Marstrand-LRØ Rådgivning | 00:48.56 |
| 3  | Michael Mørkøv (DAN)            | Team Saxo Bank                  | 00:49.09 |
| 4  | Mads Christensen (DAN)          | Team Saxo Bank                  | 00:49.13 |
| 5  | Brian Vandborg (DAN)            | CCH Hjørring                    | 00:49.26 |
| 6  | Rasmus Brandstrup Sterobo (DAN) | Glud & Marstrand-LRØ Rådgivning | 00:49.41 |
| 7  | Chris Anker Sørensen (DAN)      | Team Saxo Bank                  | 00:49.42 |
| 8  | Alex Rasmussen (DAN)            | Garmin-Barracuda                | 00:50.29 |
| 9  | Lasse Bøchman (DAN)             | Glud & Marstrand-LRØ Rådgivning | 00:50.34 |
| 10 | Markus Kilsgaard (DAN)          | Team Lyngby CC                  | 00:51.00 |

### Herre Linjeløb (200 km)[2]
|    | Rytter                         | Hold                            | Tid       |
| -- | ------------------------------ | ------------------------------- | --------- |
| 1  | Sebastian Lander (DAN)         | Glud & Marstrand-LRØ Rådgivning | 05:09.49  |
| 2  | Nicki Sørensen (DAN)           | Team Saxo Bank                  | + s.t     |
| 3  | André Steensen (DAN)           | Glud & Marstrand-LRØ Rådgivning | + s.t     |
| 4  | Michael Valgren Andensen (DAN) | Glud & Marstrand-LRØ Rådgivning | 05:.10.14 |
| 5  | Chris Anker Sørensen (DAN)     | Team Saxo Bank                  | + s.t     |
| 6  | Jakob Fuglsang (DAN)           | Team RadioShack                 | 05:10.18  |
| 7  | Martin Mortensen (DAN)         | Vacansoleil-DCM                 | 05:12.31  |
| 8  | Magnus Cort Nielsen (DAN)      | Concordia Forsikring-Himmerland | 05:16.53  |
| 9  | Mads Christensen (DAN)         | Team Saxo Bank                  | 05:16.54  |
| 10 | Lasse Bøchman (DAN)            | Glud & Marstrand-LRØ Rådgivning | 05:16.57  |